# Macaria banksianae
Macaria banksianae là một loài bướm đêm trong họ Geometridae.